# Церковный устав Ярослава

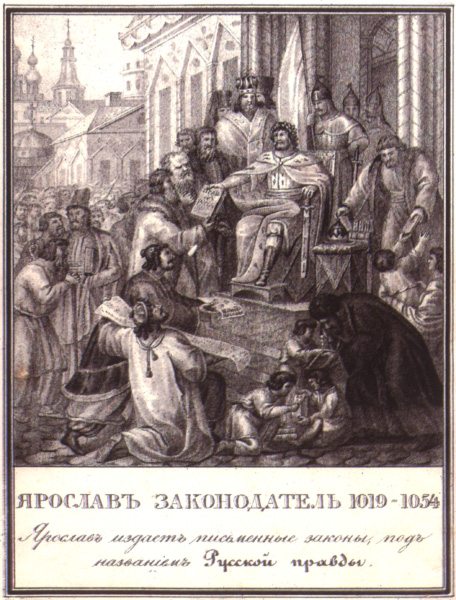
«Ярослав законодатель».
Литография Бориса Чорикова

Церковный устав Ярослава — церковный нормативно-правовой акт государственного происхождения, регулирующий общественные отношения, отнесенные им к церковной юрисдикции, составленный в период правления князя Ярослава Мудрого. Сохранился в двух основных редакциях: западнорусской и восточнорусской, из которых последнюю разные списки представляют в разном объёме. Один из основных письменных источников русского права.

## Происхождение
Профессор А. С. Павлов считает, что «Устав Ярослава» образовался путём частной кодификации норм церковного права, вызванных жизненной необходимостью перенести в сферу церковного суда ту же самую систему вир и продаж, которая принята в Русской Правде и относит составление текста Устава к XII веку.
Другой точки зрения придерживается историк Я. Н. Щапов. Он считает что текст «Устава» относится к XI веку и что упоминание в нём о составлении его князем Ярославом по согласованию с митрополитом Иларионом вполне достоверно. По его мнению, пространная редакция «Устава» князя Ярослава появилась раньше краткой, на рубеже XII—XIII веков, а краткая восходит к середине XIV века, хотя она точнее воспроизводит его первоначальный текст.

## Церковная юрисдикция
«Устав» разделяется на три части:
- Вступление — в нём говорится, что князь Ярослав Владимирович, по совету с митрополитом Илларионом, рассмотрел устав своего отца сравнительно с Номоканоном и подтвердил его. Но из текста «Устава» видно, что Ярослав не ограничился подтверждением «Устава князя Владимира»: он дополнил судную часть устава новыми постановлениями, расширившими область церковной подсудности.
- Установительная часть — содержит следующие рубрики: «О преступлениях и проступках, подлежащих церковному суду»; «О делах брачных» и «Общее постановление о церковной подсудности по лицам, подлежавшим ей».
- Общее заключение и заклятие — содержит указание о том, что все тяжбы и всякие дела, касающиеся церковных людей, подлежат исключительно суду епархиального архиерея. Заклятие определяет нравственную ответственность князю-потомку, который захотел бы нарушить устав предка, и юридическую ответственность нарушителю — чиновнику: «суд и казнь по закону», то есть по Номоканону.

### О преступлениях, подлежащих церковному суду
Церковный устав Ярослава определяет преступления, относящиеся к юрисдикции церковного суда, и меры наказания.
Лица, осуждённые церковным судом по некоторым статьям Церковного устава (включая и некоторые статьи о прелюбодеянии) подлежали ещё и княжескому суду, но это касалось только мирян. Такие статьи закачивались припиской «князь казнит», то есть князь, в свою очередь, накажет ещё и своим судом.
Круг церковных людей, подлежавших исключительно церковному суду, был установлен ранее Церковным уставом Владимира.

#### Прелюбодеяние
К прелюбодеянию относятся:
- Изнасилование и похищение девицы (последнее с целью изнасилования). Пеня и частное вознаграждение здесь соизмеряется с происхождением потерпевшей. Сообразно этому пеня определяется от 5 гривен золота до 1 гривны серебра. Частное вознаграждение почти во всех случаях равно пене, однако к какому бы сословию ни принадлежала потерпевшая, плата ей, то есть вознаграждение «за сором» не менее 5 гривен серебра (ст. 1)[3].
- Толока. Это особого рода позор, наносимый девушке — изнасилование при участии других лиц. За такой позор виновный подлежит наказанию со стороны духовной и светской власти; пеня за такое деяние — епархиальному архиерею — 3 гривны серебра, той же величины определено и вознаграждение потерпевшей «за сором» (ст. 5).
- Прелюбодеяние, то есть внебрачные и добрачные сексуальные контакты, кровосмесительство, многожёнство и многомужество, скотоложство, мужеложство, считались тяжкими преступлениями: штраф митрополиту 40 гривен и епитимья. В более поздних редакциях Церковного устава Ярослава сумма штрафа поднята до 100 гривен, а церковным судьёй указан епископ.

Присуждение в монастырь женщины, виновной в прелюбодеянии, встречается и в других случаях, например, в случае несохранения девственности. Женщина, виновная в этом, поступала в монастырь, откуда её должны были выкупать родственники (ст. 4). Сумма этого выкупа не определена и зависела, вероятно, от усмотрения судьи (архиерея).

#### Личная обида
Личная обида в «Уставе» подразделяется на два вида: оскорбление действием и оскорблением словом.
- Оскорбление действием

Обиды действием, перечисленные в «Уставе» можно разделить на: побои, драки, пострижение кому-либо головы и бороды с целью нанести оскорбление.

За тяжкие побои, нанесенные женщине чужим мужчиной, взыскивалась пеня и вознаграждение потерпевшей (и то и другое одинаковой суммы) — сообразно происхождению последней. Наказание за легкие побои, нанесенные женщине чужим мужчиной, отличается от предшествующего лишь тем, что духовной власти здесь определена однообразная пеня — 6 гривен кун (ст. 2 и 28). Что касается побоев, нанесенных женщине свёкром или деверем, то такие побои вменяются оскорбителю лишь в том случае, если они нанесены без вины потерпевшей. Кроме того, в этом случае не производится разделение на тяжкие и легкие: наказание всегда применялось как за легкие. В этом наказании не принимает участия светская власть, как и в случае побоев, нанесенных чужим мужчиной.
Пострижение головы или бороды считалось столь же важною обидою, как и вырывание бороды или усов. За это определялась пеня (равная для духовной и светской властей) — 12 гривен кун.
- Оскорбление словом

«Устав» предусматривает только одно преступление такого рода: название чужой жены распутной. За это предусматривалась огромная пеня — от 5 гривен золота до 1 гривны серебра. Светская власть участвует в наказании за это лишь в том случае, если оскорбленной является женщина из высшего сословия (ст. 22).

#### Имущественная обида
- Кража

Духовному суду подсудны лишь кражи хозяйственных ценностей важных в земледельческом и крестьянском быту, а именно: кража хлеба, конопли, льна, полотен в кусках. Пеня за все перечисленные виды кражи разделяется поровну между представителями духовной и светской власти. Причём, в «Уставе» добавлено, что ответственность за эти кражи несет вор не только мужского, но и женского пола (ст. 24-25).
Кроме этого, духовному суду, подлежит кража, совершенная в семье — женою у мужа. Виновная в этом преступлении, по судебному решению, кроме 3-гривенной пени духовному судье, то есть епархиальному архиерею, подлежала ещё наказанию от мужа. Это наказание в данном случае заменяет светскую кару. Постановление о краже женою у мужа внесено в Устав не только потому, что подобные случаи вызывали необходимость особого закона, но и потому, что раньше такой проступок жены вел к разводу. Устав Ярослава отменил этот обычай — «про то её не разлучити» (ст. 36).
- Поджог

Данное имущественное преступление относится по Уставу к церковно-гражданской юрисдикции. За него определяется пеня — 100 гривен кун и княжеская казнь по Номоканону (ст. 14).

#### Духовные преступления и проступки
Подлежат исключительно церковному суду. К ним относятся: недостойное поведение священнослужителей и иноков (ст. 31), выход из иночества (ст. 32), употребление запрещенной пищи, общение с неверными и совершение службы священником в чужом приходе без крайней необходимости.
За все эти проступки полагалась пеня. Наложение духовной кары (епитимии) предоставлялось усмотрению епархиального архиерея.

### Брачные нормы
Сюда относятся статьи о незаконных браках, об отказе от вступления в брак после сговора и о разводе.
- Незаконные браки. В Уставе Ярослава различается несколько видов преступлений против законности брака. Выделяется:
  - двоебрачие (ст. 7 и 13). Если виновным в этом преступлении является муж, то он подлежит наказанию, назначенному епископом, а вторая жена заключается в монастырь. Заключению в монастырь подвергается и жена, вышедшая замуж при живом муже, причём второй муж платил пеню в пользу духовного судьи, по усмотрению последнего.
  - кровосмешение (ст. 12), за которое полагались епитимья и пеня, а брак подлежал расторжению.
  - браки без согласия родителей. Такие браки не расторгались, но муж платил родителям вознаграждение, а архиерею — пеню, исходя из положения жены.
  - принудительные браки, за которые родители отвечают только в том случае, если принуждённые сделают что-либо над собой.
- Отказ от вступления в брак после сговора. В случае отказа от брака после того как «про девку сыр краявши» виновная сторона подлежала пене в 5 гривен, светской каре и уплате издержек.
- Развод. Законных поводов к разводу Устав Ярослава насчитывает пять:
  - если жена, узнав о заговоре против князя, скроет это от мужа;
  - доказанное прелюбодеяние жены;
  - если жена, узнав о заговоре против мужа, не предупредит его об этом;
  - разгульная жизнь жены, даже несмотря на вразумления со стороны мужа;
  - если жена будет подстрекать мужа на кражу или сама украдёт и передаст другим, или же, услышав о чьём-либо желании обокрасть церковь, не объявит об этом мужу (ст. 53)[4].

Развод считался незаконным, если совершён без согласия или вины жены, за что на виновного накладывается пеня, исходя из его общественного положения (ст. 3). Но и самовольный развод, совершенный по согласию супругов, считался незаконным; в этом случае муж платил 12 гривен пени, а если брак был заключён без совершения таинства брака (брак языческий), то 6 гривен. Светская власть в наказании не участвует (ст. 14).

## Значение
Основное значение Устава состоит в разграничении церковной и светской судебной юрисдикции, а также выделении в составе церковного суда дел, решаемых совместно представителями обеих властей. По мнению В. О. Ключевского церковный суд, описанный в Уставе углубил понятие о преступлении и расширил понятие о вменяемости. Также законодатель, руководимый христианскими ценностями, поставив перед судом цель исправления преступника — он не ограничивается только пресечением правонарушения, но пытается предупредить его, действуя на волю правонарушителя. Устав, удерживая денежные взыскания, назначает за некоторые деяния ещё нравственно-исправительные наказания: епитимию и арест при церковном доме, соединявшийся, вероятно, с принудительной работой на церковь.